# Колір білого снігу
«Колір білого снігу» (рос. «Цвет белого снега») — радянський художній телефільм 1970 року режисерів Анатолія Васильєва і  Суламбека Мамілова.

## Сюжет
Фільм оповідає про любов дівчини, яка працює контролером метрополітену, і студента художнього училища.

## У ролях
- Марина Нейолова —  Надя, контролер метрополітену
- Вадим Михеєнко —  Мітя, студент художнього училища
- Ігор Єфімов —  машиніст
- Леонід Кміт —  перукар
- Олександр Хочинський —  монтер турнікетів

## Знімальна група
- Режисер:  Анатолій Васильєв,  Суламбек Мамілов
- Автори сценарію: Олександр Басаргін
- Оператор-постановник: Володимир Трофімов
- Художник-постановник: Валентина Гордєєва
- Композитор: Дмитро Алексєєв
- Художній керівник:  Марлен Хуцієв